# Mark Pivarunas
Mark Anthony Pivarunas CMRII (Chicago, 31 de octubre de 1958) es un obispo sedevacantista estadounidense y Superior General de la Congregación de María Reina Inmaculada (CMRI; en latín: Congregatio Mariae Reginae Inmaculada).

## Biografía

### Primeros años
Mark Anthony Pivarunas nació el 31 de octubre de 1958 en Chicago, Illinois y fue bautizado el 7 de diciembre del mismo año en la Iglesia de los Siete Santos Fundadores. Su padre, Walter Piravunas, era de ascendencia lituana mientras que su madre era italiana. Recibió su primera Comunión el 7 de mayo de 1966 y fue confirmado el 6 de junio de 1967.

### Vida religiosa
Pivarunas entró en la vida religiosa en la congregación sedevacantista María Reina Inmaculada (CMRI) en septiembre de 1974. Después de un año de postulantado, entró al noviciado el 8 de septiembre de 1975, tomando el nombre religioso de Hermano María Tarcisio. Hizo su primera profesión de votos el 12 de septiembre de 1976. El 12 de septiembre de 1980 hizo su profesión perpetua de votos.

### Sacerdocio
Pivarunas recibió la formación habitual en el seminario. El 27 de junio de 1985, en el Monte Saint Michael del CMRI, habiendo recibido la recomendación de sus superiores, él, junto con otros dos, fue ordenado sacerdote por el obispo George Musey.

### Superior General
En agosto de 1989, Pivarunas fue elegido Superior General del CMRI a la edad de 30 años.

### Episcopado
El 24 de septiembre de 1991 fue consagrado obispo por Moisés Carmona, un obispo sedevacantista perteneciente al linaje episcopal del vietnamita Pierre Martin Ngô Đình Thục.
El 30 de noviembre de 1993, en Cincinnati, Ohio. Pivarunas consagró obispo al también sedevacantista Daniel Dolan.El 11 de mayo de 1999, en Acapulco, con Dolan asistiendo como co-consagrante, consagró a Martín Dávila de la Sociedad Sacerdotal Trento.
Desde su consagración episcopal, Pivarunas ha viajado a Estados Unidos, México, Canadá, Nueva Zelanda, América del Sur y Europa para oficiar la confirmación y otros sacramentos a fieles sedevacantistas.Según la CMRI, hay más de un centenar de sacerdotes y religiosos bajo su cuidado espiritual.

## Linaje episcopal
- José VI Manuel II Tomás, patriarca caldeo
- François David, obispo caldeo de Amadiyah
- Antonin Drapier, nuncio apostólico de Indochina
- Pierre Martin Ngô Đình Thục, arzobispo de Huế
- Moisés Carmona
- Mark Pivarunas